# إنجاز (جمل)
إنجاز هو اسم لأول جمل مستنسخ في العالم. حيث أعلن الدكتور نصار أحمد الذي يعمل كبيطري مختص بعلم الأجنة في مركز دبي لتناسل الإبل في مدينة دبي بدولة الإمارات العربية المتحدة في تاريخ 14 إبريل 2009 عن استنساخ أول أنثى جمل (ناقة) في العالم والتي سميت بالإنجاز. ولدت الناقة بعد انقضاء 378 يوم حمل، وبلغ وزنها بعد الولادة 30 كيلو غرام. حظي هذا المشروع بدعم كبير من حاكم دبي ونائب رئيس الإمارات الشيخ محمد بن راشد آل مكتوم.